# Suka Damai (Sinunukan)
Suka Damai is een bestuurslaag in het regentschap Mandailing Natal van de provincie Noord-Sumatra, Indonesië. Suka Damai telt 991 inwoners (volkstelling 2010).